# Pterolophia subflavescens
Pterolophia subflavescens là một loài bọ cánh cứng trong họ Cerambycidae.